# Брестски рејон
Брестски рејон (блр. Брэсцкі раён; рус. Брестский район) административна је јединица другог нивоа на крајњем југозападу Брестске области и Републике Белорусије.
Административни центар рејона је град Брест који ипак не улази у састав рејона већ је посебна административна јединица као град обласне субординације.

## Географија
Брестски рејон обухвата територију површине 1.544,11 км² и на 12. је месту по површини међу рејонима Брестске области. Граничи се са Маларицким и Жабинкавским рејонима на истоку и Камјанечким рејоном на северу. На југу је међудржавна граница са Украјином, а на западу са Пољском.
Око 85% површине рејона лежи у зони Брестског Полесја, док су најсевернији делови у зони Прибушке равнице. Рејон је релативно низак са просечним надморским висинама између 130 и 150 метара.
Рељефом доминираја река Буг (која чини западну границу рејона) са својим бројним притокама од којих су најважније Мухавец и Љаснаја. Бројна су језера дуж обале Буга, али су углавном мања од 1 км².
Клима је умереноконтинентална са јануарским просеком температура ваздуха од -4,4 °C, и јулским од 18,8 °C. Просечна сума падавина на годишњем нивоу је 548 мм, а дужина вегетационог периода је 206 дана. Под шумама је око 39% територије.

## Историја
Рејон је основан 15. јануара 1940, а у садашњим границама је од 1950. године.

## Демографија
Према резултатима пописа из 2009. на том подручју стално је било насељено 39.426 становника или у просеку 25,26 ст/км².
| 1959.  | 1970.  | 1979.  | 1989.  | 1999.  | 2009.  |
| ------ | ------ | ------ | ------ | ------ | ------ |
| 49.857 | 44.286 | 43.195 | 42.456 | 45.287 | 39.429 |

Основу популације чине Белоруси (83,02%), Руси (8,13%), Украјинци (6,93%) и остали (1,92%).
Административно рејон је подељен на подручје варошице Дамачава и на 11 сеоских општина. Администрација рејона налази се у граду Бресту који административно не припада рејону, већ формира засебну целину као град обласне субординације.